# Aurel Gheorghe Ardeleanu
Aurel Gheorghe Ardeleanu (n. 26 aprilie 1936, Timișoara, România – d. 25 martie 2021, Timișoara, România) a fost un dramaturg, prozator și sculptor român. Actor important al vieții culturale timișene, el a fost metodist, conservator, inspector și referent cu probleme de artă plastică la Centrul de Cultură și Artă al Județului Timiș și la Inspectoratul pentru Cultură Timiș vreme de aproape 40 de ani. În același timp a fost și profesor de sculptură la Școala de Arte Timișoara.
În calitate de sculptor, a realizat în cadrul unui amplu proiect: Portretul, o lume o serie de busturi, monumente și statui ale unor personalități bănățene expuse în spații publice (peste 60) din Estoril-Portugalia, Vârșeț-Serbia, București, Timișoara, Lugoj, Arad, Caransebeș, Făget și Margina, dintre acestea: Sorin Titel, Virgil Birou, V. Cristea, Gh. Leahu, Șt. Iordănescu, Nicolae Boboc, Filaret Barbu, Ion Românu, G.I. Tohăneanu, Ioan Imbroane, Ioachim Miloia, Alexandru Mocioni, Virgil Economu, Miron Cristea, Regina Maria, Lucian Blaga etc. (Pentru detalii accesați http://www.banattera.ro-artă%5Bnefuncțională%5D plastică -artiști plastici).
În calitate de scriitor a colaborat la revistele literare: „Orizont”, „România literară”, „Transilvania”, „Tribuna” etc.

## Activitate artistică

### Literatură

#### Piese de teatru reprezentate
- Coroană pentru Doja,  și TVR1, stag.1972/73),
- Apassionata, Teatrul Național Timișoara (stag.1974/45) și Teatru de Stat Oradea (stag.1976/77)
- Tunul de cireș , Teatrul de Nord Satu-Mare(stag.1976/77),
- Tentația, Teatrul Național Timișoara(stag.1982/83). și Teatru Național Cluj-Napoca (stag.1986/87)

#### Volume publicate
- Ploaia de nisip, roman, Timișoara, Editura Facla, 1982; Ediția a II-a, revizuită și adăugită, Timișoara, , 2012
- Ființe de o zi, proză scurtă, Timișoara, Editura Facla, 1984;
- Coroană pentru Doja și Tentația, teatru, București, Editura Eminescu, 1989;
- Napoleon, Soldatul și Femeia, teatru,postfață de Corneliu Mircea[nefuncțională]
,Timișoara, Editura Hestia, 2000;
- Fratele nostru Abel Și alte douăsprezece povestiri, postfață de Eugen Dorcescu, Timișoara, Editura Hestia, 2007.
- Leoaica rănită sau Ce față umană are fiara, teatru, prefață de Ion Cocora, București, Editura Palimpsest, 2009
- Măștile scribului, Teatru, antologie de autor, cu o prefață de Ion Cocora, București, Editura Palimpsest, 2011
- Nebun după Paris, Roman, postfață de Rodica Bărbat, Timișoara, Editura Brumar, 2016

#### Premii
Premiul TVR  pentru piesa: "SOS, om în derivă", 1976

Premiul Teatrul Mic București pentru piesa: "Camera oglinzilor", 1982

Premiul pentru proză al Asociației Scriitorilor din Timișoara, pentru romanul "Ploaia de nisip", 1982

Nominalizare UNITER pentru Cea mai bună piesă a anului, 1993 pentru "Napoleon, Soldatul și Femeia"

Premiul pentru dramaturgie al Uniunii Scriitorilor din România, filiala Timișoara, pentru piesa "Napoleon, Soldatul și Femeia", 2000

Premiul Consiliului Județean Timiș Pro cultura-Timisiensis, 2008

Premiul Special al Asociației Scriitorilor Timișoara pentru volumul "Fratele noatru Abel", 2008

Diploma de Excelență a Primăriei Municipiului Timișoara, 2009

Ordinul Crucea "Episcop Eliie Miron Cristea", clasa II-a, Episcopia Caransebeșului, 2010

Premiul Ion Luca Caragiale al Academiei Române pe anul 2009 pentru piesa "Leoaica rănită sau Ce față umană are fiara"
Cetățean de onoare al municipiului Timișoara (2016) și al orașului Sânnicolau Mare (2018)

##### În volume
Ion Cocora, Privitor ca la teatru, I, Cluj-Napoca, Editura Dacia, 1975 și Privitor ca la teatru IV, Cluj-Napoca, 2003; 

D. R. Popescu, Virgula, Cluj-Napoca, Editura Dacia, 1978; 

Mircea Ghițulescu, Istoria dramaturgiei contemporane, București, Editura Albatros, 2000; 

Dumitru Micu: Istoria Litereturii Române; de la creația populară la posmodernism, București, Editura Saeculum Arhivat în 4 ianuarie 2013, la Wayback Machine., 2000;

Aquilina Birăescu, Diana Zărie, Scriitori și lingviști timișoreni, Timișoara, Editura Marineasa, 2000;

Olimpia Berca, Lecturi provinciale, Timișoara, Editura Eubeea, 2003; Dicționarul General al Literaturii Române, Academia Română, București, Editura Univers Enciclopedic, 2004; 

Dicționar al Scriitorilor din Banat, coordonator Alexandru Ruja, Timișoara, Editura Universității de Vest, 2005;

Ion Jurca Rovina, În umbra scenei, Timișoara, Editura Zamolsara, 2006;

Mariana Voicu, Amintiri tăcute, Teatrul Național M. Eminescu Timișoara, 1945-2004, Ed. Brumar 2006:

Ion Iovan, Concordii cu artiști și expoziții, Timișoara, Editura Brumar, 2006;

Eugen Dorcescu, Poetica non-imanenței, Semănătorul, ed, online-iulie 2008 și București, Editura Palimsest, 2009;

Irina Petraș, Literatura romînă contemporană, București, Editura Ideea europeană, 2008;

Ion Arieșanu, Printre înțelepți, Timișoara, Editura Eubeea, 2008;

Pavel Petroman și Ioan Petroman, Personalități de marcă din Timișoara, La Timișoara...,  Timișoara, Editura Eurostampa, 2008;

Lăcrimioara Ursa, Peceta destinului, creatori din Banat, Timișoara, Editura Eurovest, 2009;

Tradiție și Posmodernitate; 200 de ani de artă plastică în Banat: Direcția pt. Cultură și Patrimoniu Cultural al Judeșului Timiș, Editura Graphite, Timișoara

##### În periodice
Liviu Ciulei, "Caiet -program", T.N.T. 1972;

Adriana Șimlovici, „Orizont”, nr. 48, 1972; 

Radu Albala, „Teatru”, nr. 11, 1972;

Olimpia Șerban, „Orizont”, nr. 50, 1972; 

Cornel Ungureanu, „Contemporanul”, nr. 14, 1983; 

Laurențiu Ulici, „România literară”, nr. 18, 1983; 

Irina Petraș, „Tribuna”, nr. 31, 1983;

Ion Arieșanu, „România literară”, 23 februarie 1984; 

Irina Petraș, „Steaua”, nr. 6, 1985; Ioan Cristescu, „România literară”, nr. 40, 1989;

Mircea Morariu, „Familia”, nr. 3, 2001 și "Familia" nr. 3, 2010; 

Mircea Ghițulescu, "Ramuri", nr. 3, 2010

### Sculptură
Parcul bisericii ortodoxe din Iosefin, Timisoara